# 许承尧

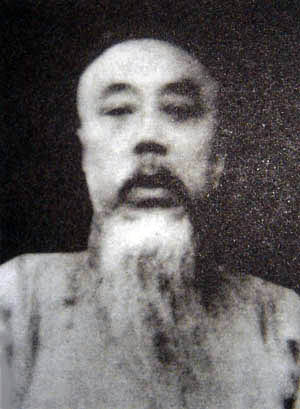
许承尧

許承堯（1874年—1946年），一名芚，字際唐，一字芚公，號疑庵，室名眠琴別圃、晉魏隋唐四十卷寫經樓。安徽歙縣人。方志學家、詩人。

## 生平
光緒甲午科舉人，光緒三十年（1904年）進士，為庶吉士，散館授編修。光緒三十一年（1905年）任歙縣第一所中學校“新安中學堂”校長。曾任甘涼道（今甘肅張掖）道尹，收集來自藏經洞的寫本二百餘卷。與黃賓虹、汪律本、張善子兄弟等友善，常相往來，又與陳巢南、陳魯得等組織成立“黃社”。

## 外部連結
- 徽州收藏大家---许承尧[永久] 安徽黃山商務之窗